# White America (canción)
«White America» ("América Blanca") es una canción de Rap político por el rapero Eminem sacada en 2002 de su cuarto álbum de estudio, The Eminem Show. La canción fue también interpretada en el MTV Video Music Awards. Es la primera canción completa del álbum, y describe el alza en prominencia de Eminem y las alegaciones de padres y políticos de que el rapero influenciaba comportamiento criminal en jóvenes blancos americanos.

## Contenido
"White America" sigue al skit "Curtains Up" en The Eminem Show, en el cual Emimem se acerca a un micrófono para dar un discurso. Hace referencia a la controversia generada por el contenido de las canciones del rapero y el impacto en la juventud blanca. Eminem también expresa su creencia de que es mejor recibido por afroamericanos, más involucrados con la cultura del Hip-hop.
Eminem también declara su creencia de que su color de piel ha ayudado a hacerse popular, que a su vez introdujo a sus fanes blancos a su productor, Dr. Dre, a pesar de que más temprano en su carrera esto le haya impedido ser tomado en serio. La canción también habla sobre la libertad de expresión en la Constitución de EE. UU. a través de ataques a la entonces Segunda Dama de los Estados Unidos Lynne Cheney y a su predecesor Tipper Gore, quién cuestionó la legitimidad de Eminem a tener libertad de expresión.

## Videoclip
"América blanca" tuvo un videoclip animado, incluyendo a Eminem en un cartel de "Se busca" y siendo linchado posteriormente mientras la Constitución de los Estados Unidos está desgarrada en primer plano.

## Otros usos
La revista Mother Jones declaró que la canción es la cuarta más usada en prisiones militares americanas para desorientar y causar privación de sueño entre los detenidos. Otra canción de Eminem, "Kim", está en quinto lugar.
"White America" fue mezclada con "Fistful of Steel" por Rage Against the Machine en el mixtape de DJ Vlad y Roc Raida llamado Rock Phenomenom. Salió el 27 de marzo de 2006, y, debido al elogio de los críticos, volvieron a sacarlo el 10 de julio de 2007. [cita requerida]

## Certificaciones
| Región | Certificación | Unidades vendidas |
| Estados Unidos (RIAA) | Oro           | 500 000           |
| *datos de ventas basados en la certificación^datos de envíos basados en la certificacióndatos de ventas y streaming basados en la certificación |               |                   |